# Clan Tachibana

Le mon (emblème) du clan Tachibana, le protecteur de Gion.

Le clan Tachibana (立花氏) est un clan japonais qui a vu le jour au XVIe siècle et a survécu tout au long de l'époque Sengoku.
Le clan est dirigé par un certain Tachibana Dosetsu. Il est inféodé au clan Otomo, en conflit armé contre le clan Shimazu.
N'ayant jamais eu de descendance mâle, sa fille, Tachibana Ginchiyo, prend la tête du clan à la mort de son père contre toutes les règles en vigueur à l'époque. Tachibana Ginchiyo se marie cinq ans plus tard avec Tachibana Muneshige qui devient ainsi le chef du clan.

## Membres significatifs du clan
1er Tachibana no Taiso 
(Prince impérial du 30e empereur Bidatsu (538-585)
- Ōtomo Sadatoshi
- Tachibana Shinsei
- Tachibana Munekatsu
- Tachibana Shinzen
- Tachibana Dōsetsu (1513-1585)
- Tachibana Ginchiyo (1569-1602)
- Tachibana Muneshige (1567-1642)
- Tachibana Naotsugu (1573-1617)
- Tachibana Takachika

28e Tachibana no Moromochi (~1690)

## Citrus
- Citrus tachibana est un cultivar de mandarine
- Citrus otachibana est un hybride de pamplemoussier